# Корабль-цель

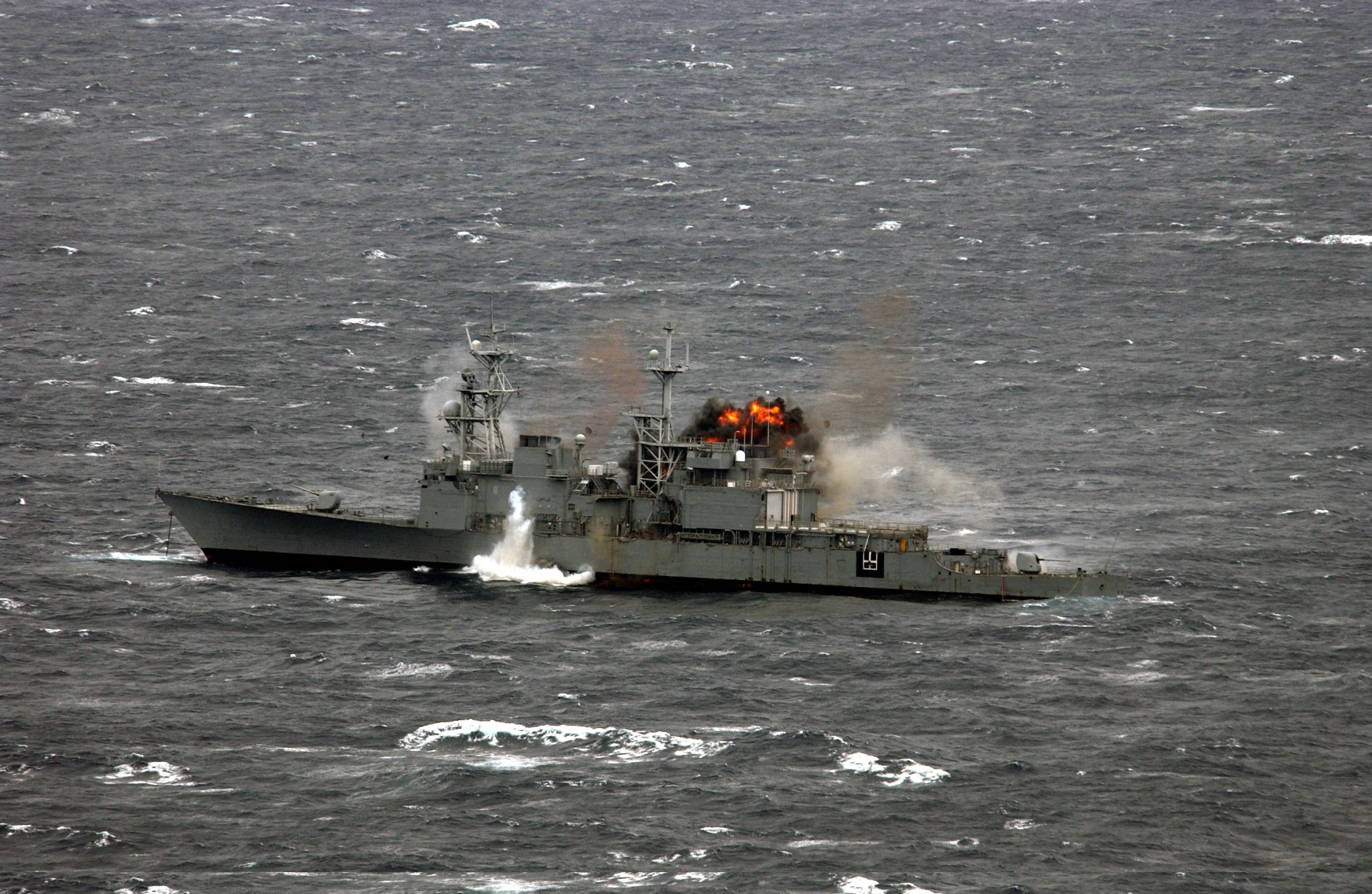
Эсминец USS Hayler (DD-997) в роли корабля-цели. Атлантический океан, 13 ноября 2004.

Корабль-цель, или корабль-мишень — специально построенный или оборудованный корабль обеспечения боевой подготовки ВМФ (ВМС), по которому проводятся практические пуски крылатых (противокорабельных или противолодочных) ракет, артиллерийские и торпедные стрельбы, а также бомбометания.
Корабли-цели предназначены для имитации надводных боевых кораблей различных классов (для этого их оборудуют специальной аппаратурой и различными имитаторами). Обслуживание кораблей этого класса на переходах и стоянках осуществляется специальными командами, снимаемыми на период стрельб. Все системы и механизмы этих кораблей имеют автоматизированное дистанционное управление.
В ВМФ СССР и России в качестве кораблей-целей использовали крейсер «Цусима», эсминец «Огневой» и др.